# Picrostigeus obscurus
Picrostigeus obscurus är en stekelart som beskrevs av Horstmann 1994. Picrostigeus obscurus ingår i släktet Picrostigeus och familjen brokparasitsteklar. Arten är reproducerande i Sverige. Inga underarter finns listade i Catalogue of Life.